# 奈勿尼師今
奈勿尼師今（なもつ にしきん、生年不詳 - 402年）は、新羅の第17代王（在位:356年 - 402年）であり、姓は金氏。

## 来歴
『三国史記』の分注によれば、別名として那密（尼師今）とある。第13代・味鄒尼師今の甥（父は仇道葛文王の子の末仇角干（1等官の別名）、母は金氏の休礼夫人）であり、王妃は味鄒尼師今の娘・保反夫人。『三国遺事』の王暦では奈勿麻立干と記され、味鄒尼師今の弟とし、一説で味鄒尼師今の甥とする。
先代の訖解尼師今が356年4月に子のないまま薨去したため、奈勿尼師今が王位を継いだ。以後、53代・神徳王（在位:912年 - 917年）の時代になるまで、新羅の王位は金氏の中で継承が行われた。

## 治世
はじめ高句麗に従属し、のち日本に王子を人質として差し出し従属した。また、中国（前秦）に朝貢してその庇護を求めた。奈勿尼師今の治世に国号を「斯盧」から「新羅」に改めたとされる。
364年甲子4月、日本の侵入を受け、とても敵わないと恐れたが、数千体の草人形に服を着せて兵器を持たせて吐含山の麓に並べ、一方で勇士1000人を斧峴（慶州市南東部？）の東に伏兵としておき、進撃してきた日本兵に不意討ちをかけて敗走させた。
366年丙寅、368年戊辰、百済の近肖古王からの使者を受け入れる（羅済同盟）。
373年癸酉、百済の禿山城（京畿道安城市）の城主が領民300人を率いて新羅へ投降してきた。このとき百済からは国書を送って返還を求めてきたが、奈勿尼師今は「民草は、行きたいところへ行き嫌になれば去るというように、自分達の望むところに住まうものです。大王（百済王）は自らの民草の思いを配慮せず、私（新羅）を責めるのはいかがなものでしょうか」と答えたところ、百済は何も言ってこなくなったという。
377年丁丑、高句麗に随伴して前秦に朝貢をしており、382年壬午には前秦に対して衛頭を派遣し、新羅単独で朝貢を行った。『太平御覧』が引用する『秦書』（逸書）には、この時「新羅王楼寒（ろうかん、ヌハン）が国号を斯盧から新羅に改めたことを報告した」とある。
『好太王碑文』によれば、新羅は高句麗の属国であったが、391年辛卯、日本が海を渡って大量の兵を送り新羅、百済、加羅を破り服属させたとする。さらに『三国遺事』には、391年辛卯、新羅は日本への臣従の証として第3王子の未斯欣を人質として日本へ送ったことが記されている。
ところが、その翌年の392年壬辰正月、高句麗からの使者が来た。新羅は高句麗の国力が盛んなことを恐れ、王族である伊飡（2等官）の金大西知の子の実聖（後の実聖尼師今）を高句麗へ人質として送り、高句麗へ再び臣従を誓った。そのため、今度は日本が新羅の非を責めて、393年癸巳5月、再び日本が新羅へ侵攻し、首都金城（慶州市）を包囲した。新羅は籠城戦を余儀なくされたが、日本兵が退却しようとしたところを騎兵200人を送って退路を塞ぎ、歩兵1000人を送って独山（慶尚北道慶州市）付近で挟撃させ、日本軍を大敗させた。399年己亥にも日本からの侵攻を受ける。日本軍が国境に満ち溢れ城池を潰破し民を奴客としたため高句麗に救援を求めた。翌400年庚子になると金城が倭軍に包囲されるが、救援の高句麗軍が迫ると倭軍は任那加羅に撤退し窮地を脱した。
在位47年にして402年壬寅2月に薨去したとされる。『三国遺事』によれば、占星台（瞻星台）の西南に陵があるという。また、王陵は慶州市校洞の史跡第188号が比定されている。